# Silje Ekroll Jahren
Silje Ekroll Jahren, född den 10 maj 1988 i Nordkisa är en norsk orienterare som ingick i stafettlaget som tog brons vid VM 2012. I junior-VM tog hon guld i stafett 2007 och silver på sprintdistansen 2008.